# Kościół Trójcy Świętej w Jedlinie-Zdroju
Kościół Trójcy Świętej – rzymskokatolicki kościół parafialny należący do dekanatu Głuszyca diecezji świdnickiej.
Jest to budowla murowana, wybudowana w 1934 roku, według projektu i pod nadzorem budowlanym Alfonsa Weigera, wałbrzyskiego architekta. W układzie bryły jest widoczny wpływ stylu architektury bizantyjskich bazylik z kampanilami. W pracach budowlanych uczestniczyli: Paul Meyer-Speer malarz z Hofheim am Taunus; artysta szklarz Richard Süssmuth z Pieńska. W ścianie prezbiterium po 1945 roku została wykonana mozaika. W 1969 roku został wykonany remont wnętrza i elewacji.